# Ca Dasca-Moragas
Ca Dasca-Moragas és un edifici noucentista d'habitatges i dependències bancàries de Valls (Alt Camp). Juntament amb els Magatzems Cros, està catalogat com a bé cultural d'interès local.

## Descripció
Té paret mitgera amb la Casa de la Vila i està tot just a l'inci d'un carrer de vianants, el més comercial de la capital.
Consta de baixos i quatre pisos. Al primer pis hi ha quatre balcons individuals amb molt poca volada, Les llindes són motllurades. Al segon pis, en canvi, hi ha una balcona amb quatre portes balconeres: muntants amb pseudopilars, capitells i fulles de llibrets. A la tercera planta, hi torna haver quatre balcons independents, dels quals destaca la volada que es recolza en dues impostes a cada balcó. A la quarta planta, hi ha dues balcones amb dues portes balconeres i quatre impostes.
El coronament té una cornisa motllurada i vuit impostes. A la coberta, hi ha un muret ce que disposa de cinc pilastres i de sengles calces.